# 고재영 (축구 선수)
고재영(1981년 12월 3일 ~ )은 대한민국의 축구 선수이며 포지션은 센터백이다.